# Chitan Shuiku
Chitan Shuiku (kinesiska: 池潭水库) är en reservoar i Kina. Den ligger i provinsen Fujian, i den sydöstra delen av landet, omkring 230 kilometer väster om provinshuvudstaden Fuzhou. Chitan Shuiku ligger 255 meter över havet. Arean är 11,3 kvadratkilometer. I omgivningarna runt Chitan Shuiku växer i huvudsak blandskog. Den sträcker sig 16,3 kilometer i nord-sydlig riktning, och 7,2 kilometer i öst-västlig riktning.
Genomsnittlig årsnederbörd är 2 324 millimeter. Den regnigaste månaden är maj, med i genomsnitt 357 mm nederbörd, och den torraste är oktober, med 26 mm nederbörd.